# Frank János
Frank János (Budapest, 1925. június 11. – Budapest, 2004. június 13.) Széchenyi-díjas művészettörténész.

## Életpályája
Frank István magánhivatalnok és Nádas Lenke (1899–1974) fia. A második világháború alatt munkaszolgálatos volt. Felsőfokú tanulmányait a budapesti Pázmány Péter Tudományegyetemen végezte (1947–1951). A kötelező gyakornoki évet a Szépművészeti Múzeumban töltötte (1951–1952). A gyakorló év letelte után a szentendrei Ferenczy Múzeumban kapott segédmuzeológusi állást (1952–1955). 1955-ben bekerült a Műcsarnokba előadói, főmunkatársi, majd 1983–1992 között kiállítási osztályvezetői beosztásba.
Már 1951-től rendezett hazai, sőt külföldi kiállításokat is, vállalta a kiállítások előkészítését, katalógusok szerkesztését. Annyira bedolgozta magát ezen a területen, hogy az 1980-as évektől Budapesten és vidéken, de az 1985–86-os tanévben az ELTE művészettörténeti tanszék hallgatóinak is tartott tárlatrendezésekkel kapcsolatos előadásokat.
Kutatási területe a 20. századi és a kortárs művészet, továbbá a tárlatrendezés elméleti kérdései. Egyre több, a későbbiekben már mások által készített kiállítási katalógusokhoz írt bevezető tanulmányt, írt továbbá műkritikákat, cikkeket, interjúkat, memoárokat. 1964-től publikált képzőművészeti cikkeket az Élet és Irodalom című hetilapban, az ÉS mellett 1973–1989 közt a The New Hungarian Quarterly, 1979–1984 közt pedig a Budapest című havi szemle egyik képzőművészeti kritikusaként működött.

## Emlékezete
Egyik tanítványa, Néray Katalin írta róla: „Mindent tőle tanultunk. Nemcsak azt, hogy a tárlatot rendezi valaki, hanem, hogy a művészettörténész kritikai szerepe a műtermi válogatásnál kezdődik, hogy a kiállító terembe nem rakunk aszparáguszt és pálmafát, és a festmény nem lehet a szobor háttere [...] hogy hogyan kell egy katalógust tisztességesen megszerkeszteni. Stílust tanultunk tőle, kitartást, túlélést.”

## Kötetei (válogatás)[6]
- Szöllősi (Corvina, 1974)
- Szóra bírt műtermek (Magvető, 1975)
- Szabó Vladimir (Corvina, 1976)
- Paizs (Képzőműv. Alap Kiadó, 1979)
- Az eleven textil (Corvina, 1980)
- Makovecz Imre (Corvina, 1980)
- Román György (Corvina, 1982)
- Czóbel (Corvina, 1983)
- Magyar plakát 1945–1985 (katalógushoz tanulmány, Műcsarnok, 1985)
- Tisztelet Berczeller Rudolfnak (katalógushoz tanulmány, VII. Nemzetközi Kisplasztikai kiállítás, Műcsarnok, 1978)
- Dunántúlról a fények –Gyarmathy Tihamérról (Németh Lajos 60. születésnapjára tanulmányok - az ELTE és az ELTE művészettörténet tanszék kiadása, 1993)
- Tisztelet Jankovits Józsefnek (katalógushoz tanulmány, VIII. Nemzetközi Kisplasztikai kiállítás, Műcsarnok, 1990)
- „Kis vésőütések” - Csiky Tibor - 1932–1989 (ÚM, 1991/2)
- Tárlatok-Szertartások (a Műcsarnok kiadása, 1992)
- Enclaves-Zárványok, Maria Lugossy, francia, német és magyar nyelven (Birdyland Editions, Paris, 1992)
- Harasztÿ István (Új Művészet Kiadó, 1993)
- A Műcsarnok negyven éve 1950–1990, tanulmány (a Műcsarnok kiadása, 1996)
- A kinetikus szobrász, Harasztÿ István életmű-katalógus tanulmány (Műcsarnok, 1998)
- Tasista geometria, Hencze Tamás pályaíve (Holmi, 1998. július)
- Szövés=életmód, Nagy Judit katalógus-tanulmány (magánkiadás, 1998)
- Előbb a kocka, aztán az emberfő, Gulyás Gyula katalógus-tanulmány (Ludwig Múzeum, 1999)

## Díjai, elismerései (válogatás)
- Munkácsy Mihály-díj (1977)
- MAOE-díj (1995)
- Ipoly Arnold Érem (1996)
- Széchenyi-díj (2003)